# Santa Cruz Xoxocotlán
Santa Cruz Xoxocotlán es una ciudad mexicana ubicada en el estado de Oaxaca, cabecera del municipio homónimo, en la región de los Valles Centrales. Es la 4.ª ciudad más poblada del estado y forma parte de la zona metropolitana de Oaxaca.
Dentro de la ciudad se encuentra parte de las ruinas del sitio arqueológico de Monte Albán, declarado Patrimonio de la Humanidad por la Unesco en 1987.

## Toponimia
La toponimia de Xoxocotlán proviene del náhuatl y se compone de Xoxócotl (duplicativo de xócotl, fruto ácido o agridulce), “fruto muy ácido o agridulce”, y de Tlān, “junto, entre”, y significa Junto a los frutos muy ácidos o agridulces.

## Historia

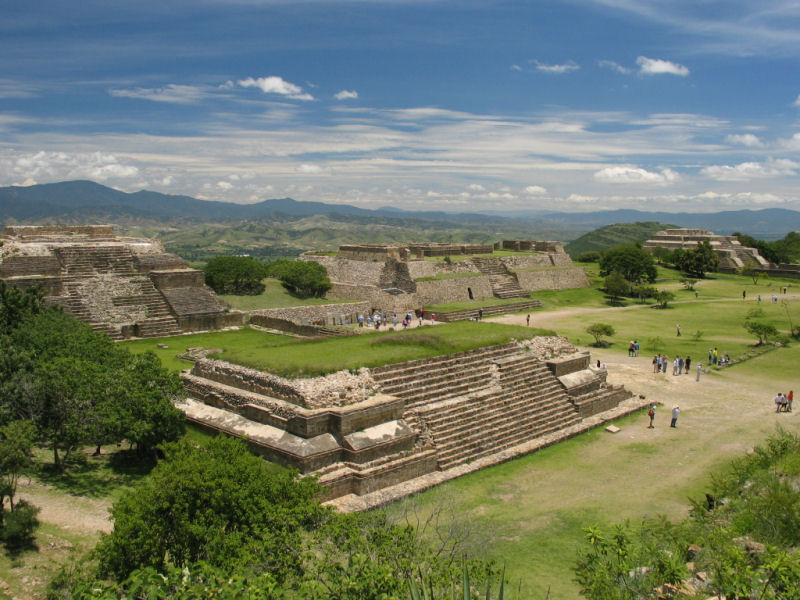
El centro ceremonial de Monte Albán se encuentra en la ciudad de Xoxocotlán

El pasado prehispánico de Xoxocotlán se encuentra representado por Monte Albán, metrópoli zapoteca, fundada aproximadamente en el 500 a. C., cuyo apogeo se encontró hasta el 750.
En 1917, a Xoxo (como se le conoce coloquialmente) se le despojó de la zona arqueológica de Monte Alban , con 145 ha y en 1931, en el mes de mayo el Gobierno Federal lo declaró zona arqueológica y paso a poder de la Federación, por este motivo fueron afectadas 400 Ha de su territorio.

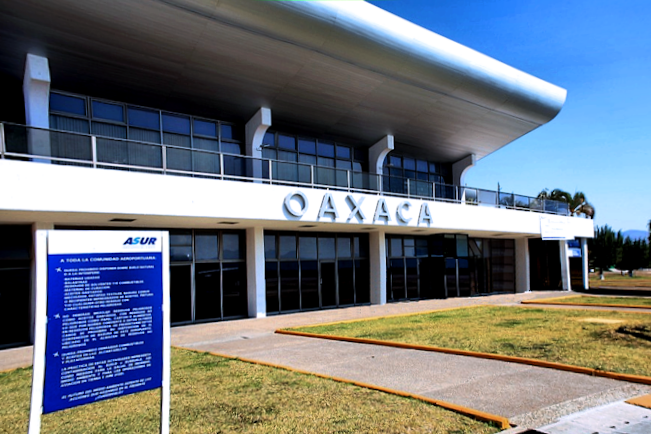
El principal Aeropuerto del estado se encuentra en Xoxocotlán

Sin embargo, gracias a esta expropiación, se pudieron realizar importantes investigaciones como la del Dr. Ignacio Bernal, o más importante aún, la realizada por Alfonso Caso, quien llevó a cabo una serie de excavaciones que lo llevaron a encontrar la Tumba 7, donde reposaba el mayor depósito de obras de orfebrería mesoamericana de oro que se haya descubierto hasta la fecha.
A lo largo del siglo XX, Xoxo poco a poco se fue incorporando a la zona metropolitana de Oaxaca. Con ello, experimento una notable urbanización, con obras como el aeropuerto internacional, y un crecimiento sustancial en su población. Aunque existen todavía rezagos en su infraestructura y comienza a colocarse como una ciudad dormitorio.[cita requerida]

## Demografía
De acuerdo con el censo de 2020, Santa Cruz Xoxocotlán tenía, en ese año, una población de 81 848 habitantes, de los que 43 535 eran mujeres y 38 313, hombres.
En dicho año, había un total de 29 073 viviendas, de las que 29 067 eran de tipo particular. 22 261 de las viviendas de tipo particular se encontraban habitadas, con un promedio de 3.67 ocupantes por vivienda, y 0.98 por habitación.
| Gráfica de evolución demográfica de Santa Cruz Xoxocotlán entre 1900 y 2020 |
|                                                                             |
| Fuente: Instituto Nacional de Estadística y Geografía.                      |

## Tradiciones
- Convite y las Calendas

Son manifestaciones populares y públicas organizadas para solemnizar las festividades o titulares del correspondiente santo patrono o patrona de la población. El convite es la acción de convidar tres días antes de la festividad se recorren las calles principales de esta comunidad, la comitiva se encarga de una banda de música, personas encargadas de quemar los cohetes, las madrinas que llevan cargando en la cabeza vistosas canastas adornadas con flores y una imagen, los niños llevan marmotas, guajolotes y toritos encohetados, en el recorrido participa el tambor la resonancia y la chirimía que alterna con la banda de música. Al terminar el paseo y frente al templo se queman las canastas, guajolotes, gigantes y toritos encohetados se queman en presencia del público. La calenda es el recorrido de nueve a diez de la noche, los participantes en la Calenda bailan jarabes y sones en las casas donde se les invita a tomar un refrigerio. A las cinco de la mañana del día siguiente se concentran en el domicilio del mayordomo, donde se les atiende con un rico desayuno y termina la Calenda.
- Martes de Brujas

Esta tradición que según la historia del pueblo tiene sus orígenes en la época colonial, cuando el fraile Domingo de Santa María, promovió la construcción del Templo Católico en la que participaron los nativos de esta población trabajando jornadas nocturnas, mientras que las mujeres les preparaban Tamales de frijol y atole de maíz endulzado con panela.
La llegada de la luna invita a población en un encuentro cultural en la cual los protagonistas son las famosas ”brujas“, que son lámparas hechas de hoja lata, cuya flama es alimentada con petróleo, que al anochecer dan una imagen muy singular, que por siglos anuncian el inicio de la cuaresma, iluminando la plaza principal todas las noches de martes, donde los ciudadanos preparan tamales y el delicioso atole, sentándose a comer bajo los árboles escuchando de fondo la banda de música. En estas épocas los xoxeños reviven los recuerdos de los ricos tamales de grandes mujeres que heredaron su sazón a sus descendientes, que hoy ofrecen sabrosos tamales de frijol, rajas, chepil, dulce, mole, siendo la especialidad de la casa el tamal de chichilo.
- Viernes de Samaritana

A las cinco de la mañana del cuarto viernes de cuaresma de cada año, reunidos en el atrio de la iglesia los integrantes del comité de festejos reciben el alba de este día con alegres repiques de campanas, cohetones, cohetes y ruedas, y al banda de música que entona las mañanitas y otras melodías en demostración al júbilo.
A las diez de la mañana el sacerdote oficia la misa solemne, al terminar esta celebración el párroco bendice los puestos de las aguas frescas que con anterioridad han preparado e instalado las madrinas, que adornan con palmas, ramas de sauz, carrizos, flores, festones de papel crepé de diferentes colores. Al terminar la bendición empiezan a repartir el agua a todas las personas.
- Todos los santos y los fieles difuntos

Es una festividad que se celebra por tradición. El día último del mes de octubre por la noche los vecinos concurren al camposanto a velar a sus deudos.
A partir de las 5 o 6 de la tarde, las personas que tiene familiares descansando en alguno de los cementerios de la población, arriban a ellos para la tradicional velada, llevando consigo flores, velas, calaveritas de barro y dulce, comida y mezcal o cerveza para soportar el frío y el sereno de la noche y la madrugada, ya que la velada termina a las 4 o 5 de la mañana.
Cuentan los que saben que esta tradición se inició hace muchos años cuando las personas acudían en punto de las 11 de la noche, al cementerio, a rezar y a esperar que sus difuntos regresaran del más allá a las 3 de la mañana, acompañaban a sus almas hasta su casas, donde ya los esperaban los altares, colocados en un lugar especial del hogar y llenos de las cosas que el difunto disfrutaba en vida.